# ナワーズッディーン・シッディーキー
ナワーズッディーン・シッディーキー（Nawazuddin Siddiqui、ヒンディー語: नवाज़ुद्दीन सिद्दीकी、1974年5月19日 - ）は、インド出身の俳優。

## 来歴
インド北部のウッタル・プラデーシュ州ブダーナー生まれ。ハリドワールのグルクル・カーングリー大理学部を卒業したのち、インドの国立演劇学校（NSD）卒業。
映画初出演は1996年の『Sarfarosh』(en)。2012年の『Talaash』(en)では、国家映画賞の審査員特別賞、第7回アジア・フィルム・アワード助演男優賞を受賞。

## 主な出演作品

### 映画
- Sarfarosh (1999)
- ムンナー兄貴、医者になる Munna Bhai M.B.B.S. (2003)
- デーヴ・D Dev.D (2009) 2010大阪アジアン映画祭にて上映[4]
- Peepli Live (2010)  (Netflix配信タイトル:こちらピープリー村)
- 女神は二度微笑む Kahaani (2012)  アジアフォーカス・福岡国際映画祭2012の上映時タイトルは『カハーニー/物語』
- 血の抗争 Part1 Gangs of Wasseypur – Part 1 (2012) アジアフォーカス・福岡国際映画祭2013にて上映
- 血の抗争 Part2 Gangs of Wasseypur – Part 2 (2012) アジアフォーカス・福岡国際映画祭2013にて上映
- Talaash (2012)
- Bombay Talkies (2013) (Netflix配信タイトル:ボンベイ・トーキーズ)
- Liar's Dice Liar's Dice (2013) なら国際映画祭2014にて上映  (Netflix配信タイトル:ライアーズ・ダイス)
- めぐり逢わせのお弁当 The Lunchbox (2013)
- Kick (2014)h
- 復讐の町 Badlapur (2015)  インディアン・フィルム・フェスティバル・ジャパン2015にて上映
- バジュランギおじさんと、小さな迷子 Bajrangi Bhaijaan (2015)
- Manjhi - The Mountain Man (2015)
- DEVIL デビル Raman Raghav 2.0 (2016)  インディアン・フィルム・フェスティバル・ジャパン2017上映時の邦題はラマン・ラーガヴ2.0～神と悪魔～  (Netflix配信タイトル:ラーマン・ラーガブ 2.0)
- Te3n (2016) (Netflix配信タイトル:真実を知る者)
- LION/ライオン 〜25年目のただいま〜 Lion (2016)
- Freaky Ali (2016)
- Raees (2017)  (Netflix配信タイトル:ライース)
- ムンナー・マイケル（英語版） Munna Michael (2017)
- マントー Manto (2018)
- Petta (2019) (Netflix配信タイトル:ペッタ!)
- Photograph (2019)  (Amazonプライム配信タイトル:フォトグラフ ～あなたが私を見つけた日～)
- ローマをさまよう Roam Rome Mein (2019) 第15回大阪アジアン映画祭にて上映
- Raat Akeli Hai (2020)  (Netflix配信タイトル:孤独の夜)
- Serious Men (2020)  (Netflix配信タイトル:シリアスな男たち)
- ノー・ランズ・マン No Land's Man (2021) 第17回大阪アジアン映画祭にて上映

### ドラマ
- Yudh (2014)
- マクマフィア McMafia (2018) (BBC One/AMC ミニシリーズ)
- 聖なるゲーム（英語版） Sacred Games (2018) ( Netflix/インド製作オリジナルドラマ)[5]